# 莫蒂利亚德尔帕兰卡尔
莫蒂利亚德尔帕兰卡尔，是西班牙卡斯蒂利亚-拉曼恰昆卡省的一个市镇。总面积74平方公里，总人口5102人（2001年），人口密度69人/平方公里。